# Vicecăpitan (sport)
Vicecăpitan este un rol a jucătorilor dintr-o serie de sporturi. El își asumă rolul de căpitan atunci cand căpitanul de bază al clubului nu este inclus în lotul de start, este accidentat, indisponibil sau în cazul în care căpitanul clubului este înlocuit.